# Залив (филм)
Залив је надолазећи црногорски драмски филм из 2025. године. Режирао га је Драшко Ђуровић а сценарио је написао Горан Гоцић.

## Радња
Tри религије, три нације, један град у Бококоторском заливу у Црној Гори на почетку Првог светског рата.
Судбине нису увек режиране, неке се мењају временом, а околности утичу на личности.
Да ли је чиста сила оно што гарантује преживљавање у тешким и нестабилним временима или хуманост побеђује?
Лиза и Данијел Вудвил долазе у Пераст 1914. године.
Лиза је рођена Бокељка, Данијел је британски шпијун чији је задатак да црногорско краљу Николи пренесе поруку од његове владе.
Данијел нестаје неколико сати након доласка.
Лиза уз помоћ пријатеља Марка почиње потрагу за њим, која ће трајати целих 5 дана.
Марко прво одлази по помоћ аустроугарском поручнику Оту, а затим и капетану, трговцу и зеленашу Иву. Иво пристаје да помогне, али кад схвати да је Лиза та која тражи несталог супруга уз подуже убеђивање ипак реши да помогне.
Лиза и Иво некада су били у браку и Лиза је отишла у Енглеску након што су јој саопштили да је дете које је родила умрло и да је имала безброј размирица са Ивином мајком баба Зорком.
Зорка је православна Црногорка, Лиза је Јеврејка, а Иво римокатолик што је такође био камен спотицања.
Дете ипак није умрло, она је Ана и има 16 година, одрасла је у римокатоличком самостану...

## Улоге
| Глумац            | Улога |
| ----------------- | ----- |
| Мариза Беренсон   |       |
| Исидора Грађанин  |       |
| Аднан Хасковић    |       |
| Мухамед Хаџовић   |       |
| Сања Вејновић     |       |
| Данило Бабовић    |       |
| Данило Челебић    |       |
| Сања Поповић      |       |
| Јелена Ракочевић  |       |
| Тихана Ћулафић    |       |
| Анђела Радовић    |       |
| Милица Милша      |       |
| Миленко Павлов    |       |
| Ксенија Рађеновић |       |
| Милан Штрљић      |       |
| Себастијан Каваца |       |
| Бојана Грегорић   |       |
| Шпела Розин       |       |